# 鏡中鏡 (歌曲)
鏡中鏡是香港男歌手姜濤在2022年1月2日推出的單曲，而歌曲最後12個琴音，是取材於愛沙尼亞作曲家帕特（Arvo Pärt）於1978年寫下的名曲spiegel im spiegel。歌曲在正式派台之前，率先於2021年12月7日於《網上行夢想系MOOV LIVE Music On The Road》中首度獻唱。另外，歌曲是2021年12月31日由香港旅遊發展局所舉辦的《香港跨年倒數演唱會》其中一個表演項目。
歌曲成為2022年Spotify香港最高串流量歌曲、Youtube香港「2022年度十大熱門音樂影片」首位。2022年度叱咤樂壇流行榜頒獎典禮「專業推介叱吒十大 第四位」。

## 創作背景
自從姜濤於2021年1月1日當天，僅以21歲之齡便首奪《叱咤樂壇頒獎典禮》的「我最喜愛男歌手」後，受到極大的評論之後，他發表了《Master Class》，目的是除了為自己，並想為年青一代發聲。在原本計劃中，《鏡中鏡》是第二部曲，本來想作為反擊外界評擊的作品。後來，他經歷了失去好友的傷痛，因此先錄製作另一作品，一闋具輓歌性質的《Dear My Friend,》向好友道別。在經過一段時間的沉澱後，思考過以作品作為反擊，並不能停止外界的聲音，倒不如學習與外界聲音「共存」。希望藉著此歌曲，展現在成名後面對外界一切聲音時從抗拒逃避、急於反駁到反省領悟、最後從容面對的心路歷程，讓人明白到人生最大的敵人從來不是別人，而是自己。
填詞人小克在IG分享過，《鏡中鏡》的意象早在1999年前跟王家衛合作的時候，發生一段小插曲開始，在因緣際會下，在二十二年後，為一位二十二歲的姜濤，寫下一份自傳式的歌詞；而當時小克，亦是二十二歲。
姜濤亦在IG發文表示，整個團隊一直把他當作藝術品去打造，亦曾經說過「九胎是無法被定義的」。在歌曲最後一分鐘的音樂，不配上歌詞，這是刻意留白，希望樂迷能進入自己的內心世界、聆聽自己的聲音、同自己對話。他知道這首歌未必獲得所有人的喜愛，但求能讓樂迷一點點思考空間，讓人獲得一點點藝術的享受。

## 製作團隊
- 作曲：Gareth.T
- 填詞：小克
- 編曲：Gareth.T / Y.Siu / Ariel Lai  / Big Spoon
- 監製：Edward Chan / Gareth.T / Y.Siu / Cousin Fung

## 音樂錄像
《鏡中鏡》音樂錄像於2022年1月2日晚上10時於MIRROR YouTube 頻道發佈。MV由 Sheng Wong 及 Maggie Lam 執導。
MV一開始，姜濤滿身傷痕伏在一條隧道內，甦醒之後他馬上向前狂奔想離開這條黑暗的隧道。隨後沿路上不斷受到一批不明殺手追擊，他試過逃跑，躲避，卻不能擺脫。後來他逃到醫院，當時得不到人的協助，他只好獨自躲起來檢視傷勢並自行縫合治理傷口。其實這群神秘人，最初是代表著外界的聲音，他最初只能反抗逃避。當最澎湃的音樂靜下來之際，鏡頭一轉，姜濤處身於一個歌劇院之中，此刻仍被一班蒙面人圍著，開始不和階地共舞。姜濤曾在訪問中透露，歌劇院正代表著自己的內心深處，而這班蒙面人代表著他內心的各種聲音；經過一段時間的相處，隨著澎湃的音樂節奏，他和內心的聲音開始可以融合共舞；這是反省領悟的過程。其後，台下蒙面人首領舉槍一鳴，台上只淨下姜濤一人，此刻才發現原來那位首領，終究還是他自己。在最後一個鏡頭，蒙面人首領用槍指著姜濤的頭，而姜濤報以一個無畏無懼的笑容，這代表著巳經能從容面對自己內心的恐懼、認識和接納自我，最終戰勝心魔，這也是走向內心強大的方向。
在MV發表的當日，姜濤亦曾在IG發文分享：「外面的聲音不可怕，真正可怕的，是自己內心的聲音。而當你學會和自己內心的聲音共存，你將無所畏懼。這--就是我的答案」
另外於2022年1月15日，在Mirror YouTube頻道，發放另一個一鏡拍攝的跳舞版本 (Dance Version)。

### 官方MV觀看次數
| 截至     | Official MV 04/03/2023 | Dance version 04/03/2023 |
| 觀看次數 | 12,894,819             | 3,436,435                |
| -------- | ---------------------- | ------------------------ |

## 評論
《鏡中鏡》突破了港式大路情歌的風格、歌曲主題的深度，和對心理層面的探討。
早前姜濤推出新歌《鏡中鏡》MV，一看立即一驚—驚嘆、驚豔、驚訝和驚喜。
 — 董啟章， 鏡中鏡．鏡非鏡， 明周文化
（页面存档备份，存于）
這是首好作品。因為好作品也像鏡一樣，給你重新審視自己。然後在認清自己之後，找到一路適合自己的路。
 — 青永屍， 《心鏡天開》， Cemetery News 墳場新聞
從前作遭受評擊而衍生的反擊和對抗，到本作終於領悟評價就是造就他持續向上的動力，姜濤對自我的鞭撻確實使人敬佩，也淡化商業歌手與獨立歌手的派別分野，證明無論曲內或曲外都在彼此擁抱。
 — 阿T， 《超越了明星與自我的想像》
最觸動我的是從前半的逃亡片段突然跳接到舞台場景的地方，可以說是整個領悟歷程中的轉捩點。在這個點上，「根本我是濤」這句歌詞是全曲的心眼。
 — 董啟章， 鏡中鏡．鏡非鏡， 明周文化
（页面存档备份，存于）

## 派台成績

### 叱咤903專業推介 走勢[13]
| 周次     | 第2周  | 第3周   | 第4周   | 第5周   | 第6周  | 第7周   | 第8周   | 第9周   | 第10周 | 第11周  | 第12周  |
| 放榜日期 | 1月8日 | 1月15日 | 1月22日 | 1月29日 | 2月5日 | 2月12日 | 2月19日 | 2月26日 | 3月5日 | 3月12日 | 3月19日 |
| 榜上位置 | 19     | 5       | 4       | 3       | 12     | 6       | 8       | 8       | 12     | 4       | 1       |
| -------- | ------ | ------- | ------- | ------- | ------ | ------- | ------- | ------- | ------ | ------- | ------- |

### 新城知訊台 勁爆本地榜 走勢[14]
| 周次     | 第3周   | 第4周   | 第5周   | 第6周  | 第7周   | 第8周   |
| 放榜日期 | 1月15日 | 1月22日 | 1月29日 | 2月5日 | 2月12日 | 2月19日 |
| 榜上位置 | 17      | 8       | 5       | 4      | 2       | 9       |
| -------- | ------- | ------- | ------- | ------ | ------- | ------- |

### ViuTV Chill Club 推介榜 走勢[15]
| 周次     | 第5周   | 第6周  | 第7周   |
| 放榜日期 | 1月30日 | 2月6日 | 2月13日 |
| 榜上位置 | 8       | 6      | 5       |
| -------- | ------- | ------ | ------- |

### 加拿大至 HIT 中文歌曲排行榜
| 周次     | 第4周   | 第5周   | 第6周  | 第7周   | 第8周   | 第9周   |
| 放榜日期 | 1月22日 | 1月29日 | 2月5日 | 2月12日 | 2月19日 | 2月26日 |
| 榜上位置 | 9       | 5       | 1      | 4       | 9       | 18      |
| -------- | ------- | ------- | ------ | ------- | ------- | ------- |

## 串流平台榜單表現

### 播放次數
| 地區 | 音樂串流平台 | 播放次數  |
| ---- | ------------ | --------- |
| 香港 | Spotify      | 8,830,437 |

### 日榜
| 地區     | 音樂串流平台 | 榜單               | 最高排名 |
| -------- | ------------ | ------------------ | -------- |
| 臺灣     | KKBOX        | 粵語新歌日榜       | 3        |
| 新加坡   | KKBOX        | 粵語新歌日榜       | 2        |
| 马来西亚 | KKBOX        | 粵語新歌日榜       | 1        |
| 新加坡   | KKBOX        | 粵語單曲日榜       | 6        |
| 马来西亚 | KKBOX        | 粵語單曲日榜       | 1        |
| 日本     | KKBOX        | 亞洲新歌日榜       | 17       |
| 香港     | KKBOX        | 本地新歌日榜       | 2        |
| 香港     | KKBOX        | 本地單曲日榜       | 4        |
| 香港     | KKBOX        | 綜合新歌日榜       | 3        |
| 香港     | Spotify      | 香港前200名        | 2        |
| 香港     | Spotify      | VIRAL 50           | 19       |
| 香港     | MOOV         | 日日新歌Top 100    | 4        |
| 香港     | MOOV         | 日日熱播Top 100    | 4        |
| 香港     | iTunes       | 香港人氣歌曲排行榜 | 1        |
| 香港     | Apple Music  | 香港百大榜         | 11       |

### 週榜
| 地區     | 音樂串流平台 | 榜單            | 最高排名 |
| -------- | ------------ | --------------- | -------- |
| 臺灣     | KKBOX        | 粵語新歌週榜    | 6        |
| 新加坡   | KKBOX        | 粵語新歌週榜    | 4        |
| 马来西亚 | KKBOX        | 粵語新歌週榜    | 3        |
| 马来西亚 | KKBOX        | 粵語單曲週榜    | 18       |
| 日本     | KKBOX        | 亞洲新歌週榜    | 45       |
| 香港     | KKBOX        | 本地新歌週榜    | 2        |
| 香港     | KKBOX        | 本地單曲週榜    | 4        |
| 香港     | KKBOX        | 本地專輯週榜    | 4        |
| 香港     | MOOV         | 本地新歌Top 100 | 4        |
| 香港     | MOOV         | 本地熱播Top 100 | 4        |
| 香港     | JOOX         | 新歌推介榜      | 1        |
| 香港     | JOOX         | 本地熱播榜      | 1        |
| 香港     | JOOX         | K歌熱唱榜       | 7        |

## 獎項
- 2022年度叱咤樂壇流行榜頒獎典禮「專業推介叱咤十大 第四位」